# Kolcomysz
Kolcomysz (Acomys) – rodzaj ssaków z podrodziny sztywniaków (Deomyinae) w obrębie rodziny myszowatych (Muridae).

## Rozmieszczenie geograficzne
Rodzaj obejmuje gatunki występujące w Afryce, na Półwyspie Arabskim oraz na Krecie i Cyprze.

## Morfologia
Długość ciała (bez ogona) 73–135 mm, długość ogona 39–137 mm, długość ucha 11–24 mm, długość tylnej stopy 9–22 mm; masa ciała 13–86 g. Myszy te charakteryzują się posiadaniem w normalnej sierści długich, sztywnych włosów, przypominających kolce np. jeża. Gryzonie z rodzaju Acomys wykazują niespotykaną u innych ssaków zdolność do autotomii. U wielu gatunków pochwycony ogon może zostać łatwo oderwany lub pozbawiony skóry, aby umożliwić ucieczkę zwierzęcia. Dwa gatunki (kolcomysz sawannowa i ryftowa) wykazują jeszcze bardziej złożony system obronny: w sytuacji zagrożenia gryzonie te są w stanie odrzucić części skóry. Skóra ulega oderwaniu przy naprężeniu dwudziestokrotnie mniejszym niż u myszy z rodzaju Mus. Kompletna skóra zwierzęcia, wraz z gruczołami i mieszkami włosowymi, odrasta w szybkim tempie.

## Systematyka
Rodzaj zdefiniował w 1838 roku francuski zoolog Isidore Geoffroy Saint-Hilaire w artykule o tytule „Uwaga dotycząca kolczastych gryzoni wskazanych przez autorów pod nazwami „Echimys”, „Loncheres”, „Heteromys” i „Nelomys””, opublikowanego w czasopiśmie Annales des Sciences Naturelles. Gatunkiem typowym jest (oznaczenie monotypowe) kolcomysz skalna (A. cahirinus).

### Etymologia
- Acomys: gr. ακη akē ‘ostry punkt’; μυς mus, μυός muos ‘mysz’[12].
- Acanthomys: gr. ακανθα akantha ‘kolec, cierń’, od ακη akē ‘ostry punkt’; μυς mus, μυός muos ‘mysz’[13]. Gatunek typowy: Lesson wymienił kilka gatunków – Acanthomys setifer Lesson, 1842 (= Mus indicus Bechstein, 1799), Acanthomys Alexandrinus Lesson, 1842 (= Mus rattus Linnaeus, 1758), Acanthomys perchal Lesson, 1842 (= Mus indica Bechstein, 1799), Mus platythrix Bennett, 1832) i Acanthomys hispidus Lesson, 1842 (= Mus dimidiatus Cretzschmar, 1827) – z których gatunkiem typowym jest (późniejsze oznaczenie)[14] Acanthomys hispidus Lesson, 1842 (= Mus dimidiatus Cretzschmar, 1827).
- Acosminthus: gr. ακη akē ‘ostry punkt’; σμινθος sminthos ‘mysz’[12]. Gatunek typowy: Gloger wymienił dwa gatunki – Mus cahirinus É. Geoffroy Saint-Hilaire, 1803 i Mus dimidiatus Cretzschmar, 1827 – z których gatunkiem typowym jest (późniejsze oznaczenie) Mus cahirinus É. Geoffroy Saint-Hilaire, 1803.
- Peracomys: gr. περα pera ‘powyżej, poza’; rodzaj Acomys I. Geoffroy Saint-Hilaire, 1838[4]. Gatunek typowy (oryginalne oznaczenie): Acomys louisae O. Thomas, 1896.
- Subacomys: łac. sub ‘blisko’; rodzaj Acomys I. Geoffroy Saint-Hilaire, 1838[5]. Gatunek typowy (oznaczenie monotypowe): Mus subspinosus Waterhouse, 1838.

### Podział systematyczny
Kolcomyszy pochodzą z pustynnych obszarów Afryki. Naukowcy sądzą, że mimo wielu podobieństw do europejskich myszy (Mus), są one bliżej spokrewnione z myszoskoczkami (Gerbillinae). Do rodzaju należą następujące występujące współcześnie gatunki zgrupowane w trzech podrodzajach:
| Podrodzaj | Grafika | Gatunek              | Autor i rok opisu                                                                | Nazwa zwyczajowa               | Podgatunki         | Rozmieszczenie geograficzne | Podstawowe wymiary                               | Status IUCN |
| --------- | ------- | -------------------- | -------------------------------------------------------------------------------- | ------------------------------ | ------------------ | --- | ------------------------------------------------ | ----------- |
| Acomys    |         | Acomys seurati       | Heim de Balsac, 1936                                                             | kolcomysz algierska            | gatunek monotypowy | endemit Algierii (góry Muwajdir, Tasili Wan Ahdżar i Ahaggar na pustyni Sahara); zakres wysokości: 1000–2000 m n.p.m.                                                                              | DC: 8,7–9,9 cm DO: 10,5–12,5 cm MC: brak danych  | LC          |
| Acomys    |         | Acomys cahirinus     | (É. Geoffroy Saint-Hilaire, 1803)                                                | kolcomysz skalna               | gatunek monotypowy | Libia i Egipt na południe do Etiopii i Dżibuti, na wschód do półwyspu Synaj i skrajnie południowo-wschodniego Izraela                                                                              | DC: 10–12 cm DO: 9,2–13,7 cm MC: 29–52 g         | LC          |
| Acomys    |         | Acomys nesiotes      | Bate, 1903                                                                       | kolcomysz cypryjska            | gatunek monotypowy | endemit Cypru (znany z 14 miejsc na północnym i połudnoweym wybrzeżu; być może szerzej rozpowszechiony); zakres wysokości: 0–1200 m n.p.m.                                                         | DC: 9,7–13,5 cm DO: 9,1–11,8 cm MC: 31–70 g      | DD          |
| Acomys    |         | Acomys minous        | Bate, 1906                                                                       | kolcomysz kreteńska            | gatunek monotypowy | endemit Grecji (Kreta) | DC: 9–12,8 cm DO: 8,9–12 cm MC: 30–86 g          | DD          |
| Acomys    |         | Acomys cilicicus     | Spitzenberger, 1978                                                              | kolcomysz turecka              | gatunek monotypowy | endemit Turcji (znany z 3 stanowiski w pobliżu Silifke, około 15 km wzdłuż wybrzeża; północne granice zasięgu nieznane); zakres wysokości: około 10 m n.p.m.                                       | DC: 9,1–12,1 cm DO: 9,1–11,7 cm MC: 29–63 g      | DD          |
| Acomys    |         | Acomys chudeaui      | Kollman, 1911                                                                    | kolcomysz zachodnia            | gatunek monotypowy | Afryka Północna i Zachodnia, na północ od rzeki Niger | DC: 9,3–12 cm DO: 7,2–12,5 cm MC: 25–64 g        | NE          |
| Acomys    |         | Acomys mullah        | O. Thomas, 1904                                                                  | kolcomysz dżibucka             | gatunek monotypowy | Półwysep Somalijski (południowa Erytrea, Dżibuti, wschodnia Etiopia i północna Somalia); zakres wysokości: do 1000 m n.p.m.                                                                        | DC: 10,6–13,4 cm DO: 9,5–11,7 cm MC: brak danych | LC          |
| Acomys    |         | Acomys dimidiatus    | (Cretzschmar, 1826)                                                              | kolcomysz arabska              | 5 podgatunków      | Egipt (półwysep Synaj), Izreal, Jordania, większość Półwyspu Arabskiego i południowy Iran do południowego Pakistanu; zakres wysokości: do 1900 m n.p.m.                                            | DC: 8,5–12,9 cm DO: 8,8–11,7 cm MC: 30–45 g      | LC          |
| Acomys    |         | Acomys johannis      | O. Thomas, 1912                                                                  | kolcomysz sahelska             | gatunek monotypowy | Afryka Zachodnia na sawannach Sudanu na południe i zachód od rzeki Niger; także północna Nigeria, północny Kamerun i południowy Czad                                                               | DC: 9,5–12,3 cm DO: 8,5–11,5 cm MC: 26–60 g      | LC          |
| Acomys    |         | Acomys cineraceus    | Heuglin, 1866                                                                    | kolcomysz szara                | gatunek monotypowy | drzewiaste sawanny w Sudanie, Sudanie Południowym i zachodniej Etiopii; być może Dżibuti; zakres wysokości: poniżej 500 m n.p.m.                                                                   | DC: 8,9–11,6 cm DO: 7,2–12,1 cm MC: 26–61 g      | LC          |
| Acomys    |         | Acomys kempi         | Dollman, 1911                                                                    | kolcomysz sawannowa            | gatunek monotypowy | południowa Etiopia i Kenia, na wschód od Wielkiego Rowu Wschodniego; być może południowa Somalia i północno-wschodnia Tanzania; zakres wysokości: 600–1800 m n.p.m.                                | DC: 9–11 cm DO: 8,2–10 cm MC: brak danych        | LC          |
| Acomys    |         | Acomys ignitus       | Dollman, 1910                                                                    | kolcomysz ognista              | gatunek monotypowy | busz somalijsko-masajski we wschodniej i południowej Kenii oraz północnej Tanzanii; zakres wysokości: 100–800 m n.p.m.                                                                             | DC: 9,2–11,4 cm DO: 7–8,5 cm MC: brak danych     | LC          |
| Acomys    |         | Acomys wilsoni       | O. Thomas, 1892                                                                  | kolcomysz drobna               | 5 podgatunków      | południowy SUdan Południowy, południowa Etiopia, południowa Somalia, północna Uganda, Kenia i północna Tanzania                                                                                    | DC: 8,9–11,4 cm DO: 6,5–10 cm MC: 22–47 g        | LC          |
| Acomys    |         | Acomys percivali     | Dollman, 1911                                                                    | kolcomysz ryftowa              | gatunek monotypowy | niziny w południowo-wschodni Sudanie Południowym, południowo-zachodniej Etiopii, północno-wschodniej Ugandzie i zachodniej Kenii                                                                   | DC: 8,2–11,1 cm DO: 3,9–9,2 cm MC: 18–48 g       | LC          |
| Acomys    |         | Acomys russatus      | (J.A. Wagner, 1840)                                                              | kolcomysz złotawa              | 2 podgatunki       | Egipt (Pustynia Arabska i półwysep Synaj), Izrael, Palestyna (Zachodni Brzeg), południowo-zachodnia Syria, Jordania i Półwysep Arabski; zakres wysokości: do 2285 m n.p.m.                         | DC: 10–12 cm DO: 6,8–7,8 cm MC: 40–77 g          | LC          |
| Acomys    |         | Acomys muzei         | W.N. Verheyen, Hulselmans, Wendelen, Leirs, Corti, Backeljau & E. Verheyen, 2011 | kolcomysz skryta               | gatunek monotypowy | endemit Tanzanii (od jeziora Jeziora Wiktorii na południe do wzgórz w pobliżu jeziora Rukwa i zachodniej części gór Eastern Arc)                                                                   | DC: 7,5–9,7 cm DO: 7,9–10,3 cm MC: 14–24 g       | LC          |
| Acomys    |         | Acomys spinosissimus | W. Peters, 1852                                                                  | kolcomysz południowoafrykańska | gatunek monotypowy | od południowej Demokratycznej Republiki Konga, północno-wschodniej Zambii i północnego Malawi na południe do Zimbabwe i Mozambiku, na północ od rzeki Limpopo; południowe granice zasięgu niepewne | DC: 7,9–9,7 cm DO: 6,7–9 cm MC: 20–31 g          | LC          |
| Acomys    |         | Acomys selousi       | de Winton, 1896                                                                  |                                | gatunek monotypowy | wschodnia Botswana, południowe Zimbabwe i północna Południowa Afryka; północne granice zasięgu niepewne                                                                                            | DC: 7,8–9,4 cm DO: 7,2–9,6 cm MC: brak danych    | LC          |
| Acomys    |         | Acomys ngurui        | W.N. Verheyen, Hulselmans, Wendelen, Leirs, Corti, Backeljau & E. Verheyen, 2011 | kolcomysz górska               | gatunek monotypowy | południowa Tanzania (na wschód od gór Eastern Arc), północny Mozambik (na północ od rzeki Zambezi) i południowe Malawi; zakres wysokości: do 1100 m n.p.m.                                         | DC: 7,3–10,4 cm DO: 6,2–9 cm MC: 13–30 g         | LC          |
| Peracomys |         | Acomys louisae       | O. Thomas, 1896                                                                  | kolcomysz innozębna            | 2 podgatunki       | busz somalijsko-masajski w Dżibuti, Somalii i skrajnie wschodniej Kenii; zakres wysokości: do 1500 m n.p.m.                                                                                        | DC: 7,9–9,5 cm DO: 8,6–10,4 cm MC: brak danych   | LC          |
| Subacomys |         | Acomys subspinosus   | (Waterhouse, 1838)                                                               | kolcomysz przylądkowa          | gatunek monotypowy | endemit Południowej Afryki (skaliste siedlisko górskie w południowo-zachodniej Prowincji Przylądkowej Zachodniej); zakres wysokości: do 1000 m n.p.m.                                              | DC: 7,3–10,2 cm DO: 6,5–8,9 cm MC: 13–26 g       | LC          |

Kategorie IUCN:  LC  – gatunek najmniejszej troski,  DD  – gatunki o nieokreślonym stopniu zagrożenia;  NE  – gatunki niepoddane jeszcze ocenie.
Opisano również gatunki wymarłe w pliocenie Afryki:
- Acomys coppensi (Sabatier, 1982)[18] (Etiopia)
- Acomys mabele Denys, 1990[19] (Południowa Afryka)